# One Equity Partners
One Equity Partners LLC (OEP), ein Private-Equity-Unternehmen der zweitgrößten US-amerikanischen Bankengruppe JPMorgan Chase & Co., wurde 2001 gegründet und verwaltet als Investmentgesellschaft nach eigenen Angaben Unternehmensanteile im Wert von über 6 Mrd. US-Dollar.
One Equity Partners begann als Beteiligungsgesellschaft der Bank One in Chicago. Im Jahre 2004 kam es zu einer Fusion mit JPMorgan Chase & Co., einem global agierenden Finanzdienstleister.

## Aktivitäten im deutschsprachigen Raum
In Deutschland hat OEP ein Büro in Frankfurt. Folgende Unternehmen gehören (bzw. gehörten) in das Portfolio von OEP:
- Mauser AG (Brühl) (bis 2007)
- ThyssenKrupp Marine Systems (Hamburg, ehemals HDW) (bis 2009)
- Süd-Chemie (München) (bis 2011)
- Vacuumschmelze (Hanau) (bis 2011)
- Pfleiderer (damals Neumarkt in der Oberpfalz, 20 % bis zu dessen Insolvenz 2012)
- Constantia Packaging (Wien)
- Smartrac (Stuttgart)
- DE-VAU-GE (Lüneburg & Tangermünde) (2007–2012)
- Schoeller Arca Systems, jetzt Schoeller Allibert (Amsterdam)
- RheinPerChemie (Hamburg und Rheinfelden) als Teil der 2014 von der FMC Corporation verkauften PeroxyChem
- DWK Life Sciences (seit 2015)
- enthus, damals MCL, Elanity, secadm und VINTIN (Böblingen)

## Aktuelle Beteiligungen
(Auswahl)
| Unternehmen                 | Sitz                                 | Tätigkeit              |
| --------------------------- | ------------------------------------ | ---------------------- |
| Allegro MicroSystems        | Vereinigte Staaten, Manchester       |                        |
| Amey                        | Vereinigtes Königreich, London       |                        |
| Automotive Network Exchange | Vereinigte Staaten, Southfield       |                        |
| Bibliotheca                 | Schweiz, Rotkreuz                    |                        |
| Brush                       | Vereinigtes Königreich, Loughborough |                        |
| Cicor                       | Schweiz, Boudry                      | Elektronik Technologie |
| Comau                       | Italien, Turin                       |                        |
| Comer                       | Deutschland, Lohmar                  |                        |
| DWK Life Sciences           | Deutschland, Wertheim                |                        |
| Fortaco                     | Finnland, Vantaa                     |                        |
| MediaKind                   | Vereinigte Staaten, Frisco           |                        |
| Muehlhan                    | Deutschland, Hamburg                 |                        |
| SGB-SMIT                    | Deutschland, Regensburg              |                        |
| VASS                        | Spanien, Madrid                      | Digitale Dienste       |